# Mixa
Mixa est une marque de cosmétiques créée en 1924 et spécialisée dans les soins pour le corps et la peau. C'est une marque de LaSCAD, la « Société des spécialités capillaires et dermatologique », appartenant au groupe L'Oréal.

## Histoire

### Origine du nom
Lors de la création de la marque, dans les années 1920, le verbe mixer ne figure pas dans les dictionnaires. Le nom Mixa possède seulement une proximité phonétique et sémantique avec le substantif mixtion, ainsi défini dans le Dictionnaire de l'Académie française : « Mélange de plusieurs drogues dans un liquide ». 
Le mot Mixa pourrait avoir été forgé à partir du grec ancien et du verbe mixis, mixeos, qui signifie « mélange » ou « union ». L'ajout de la voyelle finale a féminisé le mot en français.

### Premier produit Mixa
La marque Mixa est déposée en 1924. Le premier produit Mixa, « Crème et poudre mélangées », est lancé en 1926. Les textes publicitaires de l'époque valorisent l’apparition d’une formule sans crème ni poudre seules, qui permet d’éviter l’aspect cireux et pâteux des cosmétiques traditionnels. La formule est présentée comme une innovation qui rompt avec d’autres produits existant depuis cinquante ans[réf. nécessaire]. Mixa est racheté par L'Oréal en 1958.

### Apparition de Mixa Bébé
En 1969, les Trente Glorieuses et la poussée démographique inspirent l'entreprise qui lance une gamme Mixa Bébé, commercialisée en pharmacie et composée de six produits dont lait de toilette, talc antiéchauffement et surtout le shampoing Mixa Bébé. Rapidement, son slogan « Doux pour les bébés, doux pour les mamans » ainsi que son parfum sont devenus « culte ». Sa couleur « miel » la différencie de la concurrence et, surtout, la caution des médecins apportée à ces produits hypoallergéniques (en) rassure les mamans[réf. nécessaire]. En 1975, Mixa Bébé sort des rayons de pharmacie et accompagne le boom de la grande distribution.[réf. nécessaire]

### Agrandissement de la gamme
- Dans les années 1990, l’offre adulte se diversifie avec le lancement du stick à lèvres
- En 1997, Mixa lance son premier produit pour le corps : le « Lait corps Anti-dessèchement » puis en 1999 son « Lait Corps Réparateur », un best-seller.
- En 2003, la marque crée sa première ligne de soins visage composée de crèmes hydratantes pour les mamans.
- En 2009, la marque lance une gamme de produits pour les peaux mates à foncées.
- À partir de 2009, la marque s’attaque aux segments de la minceur, des déodorants et du visage.

### Cosméto-textile
Le développement de techniques de microencapsulation en association avec LytessLab, permet à la marque de se lancer sur le marché de la cosmétotextile. En 2011, Mixa lance son premier shorty minceur.

## Gammes et produits
Aujourd'hui, la marque Mixa est déclinée en plusieurs gammes de produits pour le corps, les mains, la minceur et les lèvres, commercialisés en grande distribution. 
- Corps : laits, crèmes, et huiles, dont une gamme minceur
- Lèvres : baumes à lèvres
- Mains : crèmes hydratantes
- Solaire : protections solaires corps et visage
- Bébé : gamme de produits pour bébés

### Produits emblématiques
- Le Shampoing Mixa bébé, numéro 1 du marché depuis des années[évasif], est utilisé aujourd’hui à 30 % par des adultes[3].
- Le Lait corps anti-dessèchement
- Le Stick à lèvres : près de 1,9 million de soins des lèvres réparateur ont été vendus en 2009[3].
- La Crème main, commercialisée depuis 50 ans : il s’en vend trois par minute en France. Elle est no 1 du marché des mains en part de marché et volume en 2011.[réf. nécessaire]

## Égéries
La marque a pour égérie Estelle Lefébure et Sonia Rolland
- Mixa collabore avec Estelle Lefébure depuis 1996.
- L'ancienne Miss France Sonia Rolland, aujourd'hui actrice et réalisatrice, est ambassadrice de la marque depuis 2009.
- Jenna de Rosnay et Emily Rose van Raay ont également collaboré avec la marque.